# Komisja Gospodarki Narodowej i Innowacyjności
Komisja Gospodarki Narodowej i Innowacyjności – jedna ze stałych komisji senackich utworzonych po wyborach parlamentarnych w 2005 roku z wcześniejszych: Komisji Gospodarki i Finansów Publicznych oraz Komisji Skarbu Państwa i Infrastruktury jako Komisja Gospodarki Narodowej. Następnie od IX kadencji Senatu rozszerzona o innowacyjność.
Przedmiotem działania komisji są system finansowy państwa (w tym polityka pieniężna, dochody i wydatki budżetu państwa, fundusze celowe, kontrola skarbowa), rachunkowość, prawo dewizowe, funkcjonowanie rynku finansowego (w tym bankowość, ubezpieczenia, fundusze inwestycyjne, papiery wartościowe).

## Prezydium komisjiSenatu XI kadencji
- Waldemar Pawlak (TD) – przewodniczący,
- Jolanta Hibner (KO) – zastępca przewodniczącego,
- Jarosław Rusiecki (PiS) – zastępca przewodniczącego,
- Adam Szejnfeld (KO) – zastępca przewodniczącego.

## Członkowie komisjiSenatu X kadencji
- Maria Koc (PiS) – przewodnicząca,
- Jolanta Hibner (KO) – zastępca przewodniczącego,
- Władysław Komarnicki (KO) – zastępca przewodniczącego,
- Wojciech Piecha (PiS) – zastępca przewodniczącego,
- Adam Szejnfeld (KO) – zastępca przewodniczącego[2],
- Jacek Bury (Polska 2050),
- Wiesław Dobkowski (PiS),
- Mieczysław Golba (PiS),
- Mariusz Gromko (PiS),
- Danuta Jazłowiecka (KO),
- Stanisław Lamczyk (KO),
- Antoni Mężydło (KO),
- Dorota Tobiszowska (PiS)

## Prezydium komisjiSenatu IX kadencji
- Andrzej Stanisławek (PiS) – przewodniczący,
- Mieczysław Augustyn (PO-KO) – zastępca przewodniczącego,
- Władysław Komarnicki (PO-KO) – zastępca przewodniczącego,
- Tadeusz Kopeć (PiS) – zastępca przewodniczącego[3].

## Prezydium komisjiSenatu VIII kadencji
- Stanisław Jurcewicz (PO) – przewodniczący,
- Stanisław Kogut (PiS) – zastępca przewodniczącego,
- Aleksander Pociej (PO) – zastępca przewodniczącego[4].

## Prezydium komisjiSenatu VII kadencji
- Tomasz Misiak (PO)  – przewodniczący (do 19.03.2009),
- Grzegorz Banaś (PiS) – zastępca przewodniczącego,
- Jan Dobrzyński (PiS) – zastępca przewodniczącego,
- Kazimierz Kleina (PO) – zastępca przewodniczącego,
- Stanisław Kogut (PiS) – zastępca przewodniczącego,
- Marek Trzciński (PO) – zastępca przewodniczącego (do 14.01.2009)[5].

## Prezydium komisjiSenatu VI kadencji
- Marek Waszkowiak (PiS)  – przewodniczący,
- Stanisław Kogut (PiS) – zastępca przewodniczącego,
- Andrzej Łuczycki (PO) – zastępca przewodniczącego,
- Tomasz Misiak (PO) – zastępca przewodniczącego,
- Jacek Włosowicz (PiS) – zastępca przewodniczącego[6].

## Źródła
Komisja Gospodarki Narodowej i Innowacyjności senat.gov.pl [dostęp 2023-12-18]